# DDT (insetticida)
Il para-diclorodifeniltricloroetano o DDT (in alcuni paesi commercialmente noto come FLIT) è un solido incolore altamente idrofobico, con un leggero odore di composto aromatico clorurato; è quasi insolubile nell'acqua ma ha una buona solubilità nella maggior parte dei solventi organici, nel grasso e negli oli. Il nome IUPAC esatto è 1,1,1-tricloro-2,2-bis(p-clorofenil)etano, abbreviato in Dicloro-Difenil-Tricloroetano, da cui la sigla DDT.
Fu il primo insetticida moderno ed è senz'altro il più conosciuto; venne usato dal 1939, soprattutto per debellare la malaria. In Italia si ricorda, in particolare, il suo uso a questo scopo in Sardegna, dove la malattia era endemica e ne consentì l'eradicazione. La sua scoperta come insetticida va attribuita al chimico svizzero Paul Hermann Müller, alla ricerca di un prodotto efficace contro i pidocchi, ma la sua nascita risale al chimico austriaco Othmar Zeidler, che lo sintetizzò nel 1873.
Fu scelto come prodotto per combattere la zanzara anofele, responsabile della diffusione della malaria, in quanto si credeva che, sebbene altamente tossico per gli insetti, fosse innocuo per l'uomo. Agli inizi, fu usato con successo per combattere la diffusione della malaria e del tifo su popolazione sia civile sia militare. Il chimico svizzero Paul Hermann Müller fu insignito nel 1948 con il premio Nobel per la medicina «...per la scoperta della grande efficacia del DDT come veleno da contatto contro molti artropodi».
Nel 1950, l'entomologo italiano Giuseppe Salvatore Candura, direttore dell'Osservatorio Fitopatologico di Bolzano, pubblica Malefatte nel frutteto, risultato di 5 anni di studio sui danni del DDT in agricoltura. Questi studi sono stati successivamente ripresi e convalidati dal Food and Drug Administration, che ha dichiarato che «con tutta probabilità i rischi potenziali del DDT erano stati sottovalutati» e ponendo alcune restrizioni al suo uso. Nel 1948 Guido Grandi pubblica in un discorso a memoria di Lionello Petri una 'riflessione' sui pericoli dell'uso dei cloroderivati, prima quindi in Italia rispetto a Candura (peraltro in corrispondenza  tra loro) e della stessa scuola di entomologi allievi di Filippo Silvestri.
Nel 1962, una biologa e ambientalista americana, Rachel Carson, pubblicò il libro Primavera silenziosa, che denunciava il DDT come causa del cancro e nocivo nella riproduzione degli uccelli, dei quali assottigliava lo spessore del guscio delle uova. Il libro causò clamore nell'opinione pubblica; il risultato fu che nel 1972 il DDT venne vietato per l'uso agricolo negli USA sulla spinta del movimento ambientalista, e nel 1978 anche in Italia. Il dibattito è acceso per quanto riguarda il suo uso nel combattere la malaria; in alcuni Paesi dell'Africa e in India, dove la malaria è endemica, il rischio di tumore dovuto al DDT può passare in secondo piano a fronte della riduzione dell'elevato tasso di mortalità dovuto alla malaria.
Nel corso del 2006, l'Organizzazione mondiale della sanità (OMS) ha dichiarato che il DDT, se usato correttamente, non comporterebbe rischi per la salute umana e che l'insetticida dovrebbe comparire accanto alle zanzariere e ai medicinali come strumento di lotta alla malaria.
La nascita di bambini maschi con difetti congeniti dell'apparato urogenitale è molto più frequente nei luoghi bonificati con massicce quantità di DDT (diclorodifeniltricloroetano) rispetto alle aree non trattate con l'insetticida, ha affermato uno studio dell'Università di Pretoria, in Sudafrica, dove tra il 1995 e il 2003 si è fatto un largo uso del composto chimico per la lotta alla malaria.
Nell'Unione europea, il DDT è etichettato con la frase di rischio R40: "Possibilità di effetti cancerogeni". L'Agenzia Internazionale per il Cancro IARC lo ha inserito nella categoria 2B "possibile cancerogeno".

## Proprietà
Il DDT è ottenuto dalla reazione dell'1,1,1-tricloroetano con il clorobenzene (C6H5Cl). Oltre che come DDT viene commercializzato con altri nomi, quali: Anofex, Cesarex, Chlorophenothane, Dedelo, p,p'-DDT, Dichlorodiphenyltrichloroethane, Dinocide, Didimac, Digmar, ENT 1506, Genitox, Guesapon, Guesarol, Gexarex, Gyron, Hildit, Ixodex, Kopsol, Neocid, OMS 16, Micro DDT 75, Pentachlorin, Rukseam, R50 e Zerdane.
Il DDT ha delle proprietà insetticide molto potenti: uccide aprendo i canali del sodio nei neuroni degli insetti, causando loro spasmi incontrollati e la morte. Il DDT permise di debellare la malaria in Italia, in Europa e nel Nord America, ma fu usato anche come insetticida agricolo dopo il 1945. Ci furono però mutazioni genetiche in alcuni tipi di insetti, i cui canali del sodio divennero immunoresistenti al DDT e ad altri insetticidi simili.

### Impatto ambientale
Il DDT è un inquinante organico persistente e altamente resistente nell'ambiente. Il suo tempo di dimezzamento è stimato in 2-15 anni e rimane immobile nella maggior parte dei suoli. In ambiente lentico il suo tempo di dimezzamento è di 56 giorni, che si riducono a 28 in acque correnti. Nei suoi percorsi di degradazione si contano: volatilizzazione, fotolisi e degradazione biologica (aerobica e anaerobica). Questi sono, generalmente, processi lenti.
Alcuni dei prodotti della degradazione sono il DDE (1,1-dicloro-2,2-bis(p-diclorodifenil)etilene) e il DDD (1,1-dicloro-2,2-bis(p-clorofenil)etano) che sono altamente persistenti e hanno proprietà chimico-fisiche simili.
Negli Stati Uniti d'America, campioni di sangue e di tessuto grasso raccolti tra la popolazione nei primi anni settanta mostrano sempre livelli misurabili di DDT. Uno studio successivo, realizzato alla fine dello stesso decennio, mostrò che le concentrazioni di DDT nel sangue erano in calo, ma che il DDT e i suoi metaboliti erano ben presenti nel campione.
Il DDT è un composto organico clorurato. Alcuni di questi composti hanno una dimostrata, seppur debole, attività ormonale. Ciò significa che sono così simili chimicamente agli estrogeni naturali, da indurre una risposta ormonale negli animali contaminati. Questo tipo di attività del DDT è stata studiata in laboratorio su topi e ratti, ma non vi sono ricerche epidemiologiche disponibili che provino che un'esposizione al DDT abbia lo stesso effetto anche sugli esseri umani.
Il DDT e i suoi metaboliti si accumulano lungo la catena alimentare, e quindi i predatori sono maggiormente esposti ai danni da DDT rispetto ad altri animali dello stesso ambiente che si trovino più in basso nella catena alimentare. In particolare il DDT è stato indicato come concausa del declino della popolazione delle aquile di mare testabianca (Haliaeetus leucocephalus), negli anni '50 e '60.

In generale, comunque, piccole quantità di DDT hanno scarso effetto sull'avifauna. Ben maggiori sono gli effetti del suo metabolita primario, il DDE.
Il DDT è altamente tossico per le forme di vita acquatiche, inclusi i gamberi d'acqua dolce e di mare e molte altre specie di pesci. È considerato moderatamente tossico per le forme di vita anfibie, specialmente negli stati larvali. Inoltre si accumula nei pesci e in altre specie acquatiche, conducendo a danni a lungo termine.
Il DDT non è particolarmente tossico nei confronti degli esseri umani se confrontato con altri fitofarmaci e non è stata scoperta alcuna proprietà cancerogena. A tal proposito, sono stati condotti numerosi studi, incluso quello nel quale alcune persone hanno volontariamente ingerito 35 mg di DDT al giorno per quasi due anni. Il DDT era spesso applicato direttamente sui vestiti e usato nei saponi, senza che sia stato dimostrato alcun effetto sulla salute.
Alcuni fautori dell'impiego dei fitofarmaci affermano che non esistono casi di morte umana da avvelenamento da DDT, ma uno studio (Haun & Cueto, 1967) afferma: «In questo caso, una bambina di nove mesi stava giocando con una polvere contenente il 13,8% di toxafene e il 7% di DDT, che è stata trovata sulla sua pelle e in bocca. La morte è sopraggiunta dopo convulsioni e arresto respiratorio» In merito ai composti organici clorurarti indica che «...in studi su animali, una dose di ca. 10 mg/kg conduce a convulsioni e che la LD50 è poco più alta di 50 mg/kg.»

## Storia

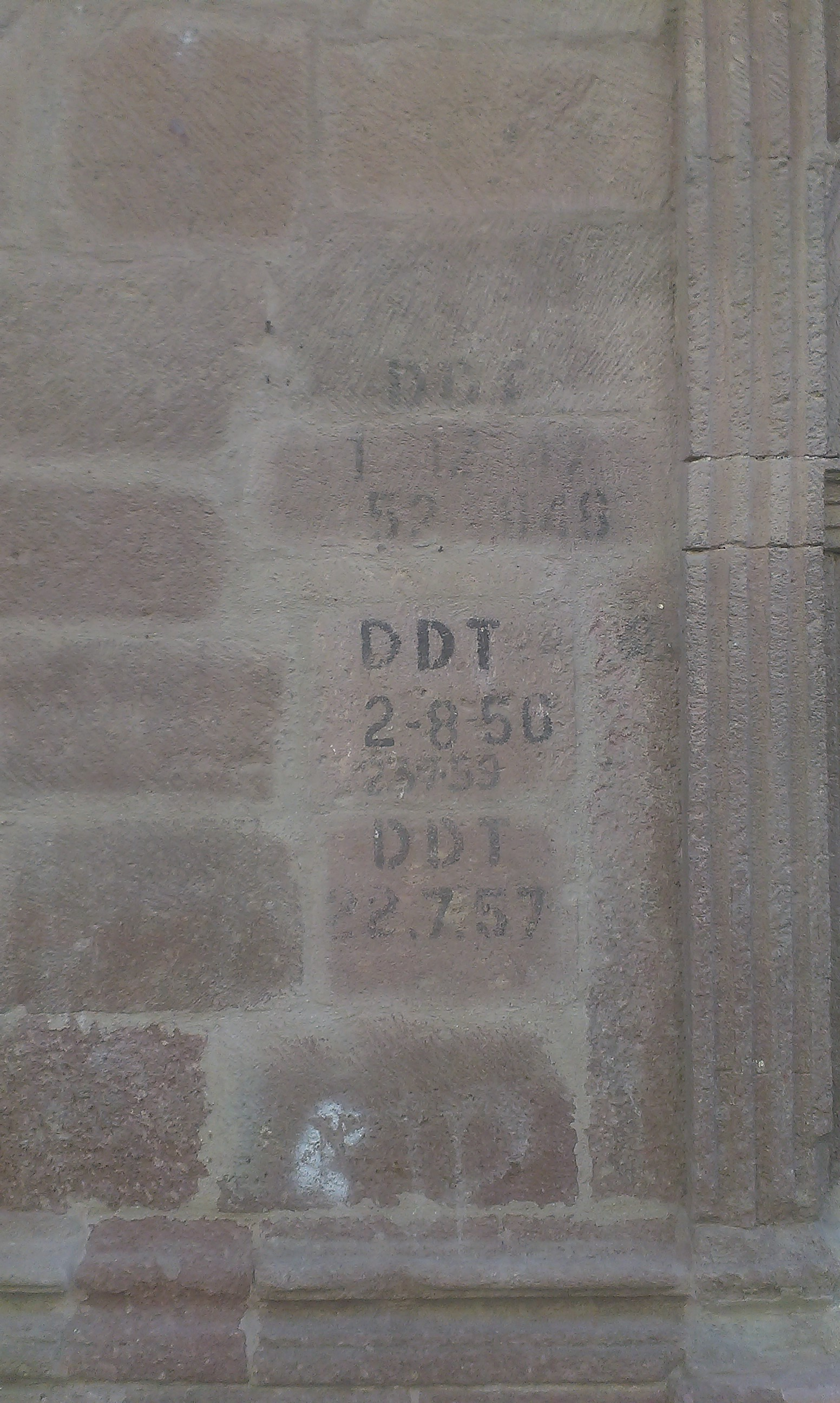
Indicazioni murarie relative all'uso del DDT a Bosa, in Sardegna

Il DDT, negli anni '40 e '50, è stato l'insetticida clorurato più usato. È stato anche usato estesamente durante la seconda guerra mondiale dalle truppe Alleate e da certe popolazioni civili per il controllo degli insetti del tifo e della malaria. Intere regioni d'Italia furono irrorate di DDT in polvere per controllare il tifo trasmesso dalle pulci, mentre è da ricordare come abbia permesso di debellare completamente la malaria, trasmessa dalla zanzara anofele allora presente in alcune zone, come ad esempio in Maremma e Sardegna.
Grazie al DDT la malaria è stata eradicata dall'Europa e dal Nord America. La malaria oggi è considerata una malattia tipica delle regioni tropicali, tuttavia prima dell'avvio dei programmi di eradicazione avviati negli anni cinquanta era molto più diffusa, con un tasso di mortalità di 192 morti su 100 000 ridotto nel ventunesimo secolo a 7 su 100 000. I programmi si rivelarono meno efficaci nell'Africa sub-sahariana, dove si registra la maggioranza dei casi mortali di malaria, in aumento specialmente dopo la comparsa di una forma resistente ai farmaci e la diffusione della variante causata dal Plasmodium falciparum.
Il DDT è stato anche estesamente utilizzato come insetticida per l'agricoltura dopo il 1945. L'irrorazione di DDT su terreni agricoli è stata in termini di quantità di diversi ordini di grandezza maggiore a quella applicata a scopo di salute pubblica.

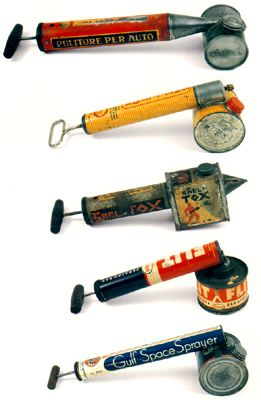
Pompette di FLIT e DDT conservate al Museo Fisogni

Durante gli anni '50, le dosi di impiego del DDT e di altri insetticidi sono aumentate fino a tre volte per via della comparsa di insetti resistenti al loro impiego, inoltre si cominciarono ad avere prove del fatto che la concentrazione dei residui chimici del DDT e di altri insetticidi clororganici negli esseri viventi cresce per via della progressiva accumulazione nella catena alimentare.
Fu tra gli anni settanta e anni ottanta che il DDT venne messo al bando nella maggior parte dei paesi occidentali. Prime furono Norvegia e Svezia nel 1970, tra le ultime il Regno Unito, nel 1984. In Italia l'utilizzo fu vietato nel 1969 ma, fino al 1997, veniva regolarmente prodotto in diversi stabilimenti chimici, in modo particolare nel sito EniChem Synthesis (già Rumianca) di Pieve Vergonte (VB), che passò alla cronaca per il grave inquinamento del lago Maggiore.

### Messa al bando negli USA
Nel 1962 fu pubblicato il libro di Rachel Carson Primavera silenziosa. Il libro sosteneva la tesi che gli insetticidi - in special modo il DDT - stessero avvelenando l'ambiente e rappresentando una minaccia per la salute umana. La reazione al libro diede il via al moderno movimento ambientalista negli Stati Uniti ed il DDT divenne uno dei più immediati bersagli delle campagne ambientaliste degli anni sessanta contro l'uso della chimica in agricoltura. La Carson nel suo libro descrive il fenomeno dello sviluppo della resistenza al DDT da parte delle zanzare, assumendo una posizione più possibilista e concludendo che
 piuttosto che sostenere un bando totale delle irrorazioni anti-malaria.
Charles Wurster, capo scienziato dell'Environmental Defense Fund, dichiarò al Seattle Times del 5 ottobre 1969 che «...se gli ambientalisti vincono la battaglia sul DDT, acquisiranno un livello di autorevolezza mai avuto prima. In un certo senso, c'è in gioco qualcosa di più del solo DDT.» (Tren & Bate, 2004). Tuttavia, l'immaturità degli studi scientifici sul tema al tempo della scrittura di Silent Spring, rende molti degli allarmi sollevati nel libro scientificamente inaccurati. Uno studio controverso del 2004 dell'ultra conservatore Journal of American Physicians and Surgeons arriva a dire che «...la pressione dell'opinione pubblica fu prodotta da un libro di successo e mantenuta attraverso ricerche errate o fraudolente. La cancerogenicità, la tossicità per gli uccelli, gli effetti anti-androgeni e la prolungata persistenza ambientale sono convinzioni diffuse ma false o grossolanamente esagerate.»
Verso la fine degli anni '60 negli Stati Uniti crebbe la pressione per una messa al bando del DDT. Nel gennaio del 1971 la US District Court of Appeals ordinò al direttore dell'EPA, William Ruckelshaus, di avviare le procedure per la derubricazione del DDT. Il bando venne respinto dall'EPA dopo sei mesi, citando studi condotti da tecnici interni all'EPA stessa secondo i quali il DDT non poneva un immediato rischio per la salute pubblica e ambientale; tuttavia la ricerca fu criticata perché eseguita da tecnici del Dipartimento dell'Agricoltura, a cui i movimenti ambientalisti contestarono un pregiudizio di parte atto a minimizzare i pericoli del DDT. La notizia del mancato bando rimase controversa.
L'EPA tenne sette mesi di audizioni tra il 1971 e il 1972 in cui ascoltò scienziati di entrambe le fazioni; al termine di tali audizioni il capo commissione Edmund Sweeney giunse alla conclusione che non vi erano basi scientifiche per giustificare il bando del DDT. Nell'estate del 1972 Ruckelshaus riesaminò il materiale delle audizioni e le conclusioni - di segno opposto - cui giunsero altre due commissioni di studio sul DDT (la Commissione Hilton e la Commissione Mrak). Ruckelshaus ribaltò la conclusione di Sweeny e annunciò il bando su tutti gli usi del DDT negli Stati Uniti, dove la sostanza venne catalogata nella classe di tossicità II. Ruckelshaus si attenne al principio di cautela, dichiarando che l'insetticida era «...un segnale che l'uomo stava esponendosi a una sostanza che a lungo termine potrebbe produrre seri effetti sulla sua salute.» (Tren & Bate, 2004)(Milloy, 1999).
Il bando del DDT negli anni '70 ebbe luogo in un periodo di pubblica e diffusa sfiducia verso la comunità della scienza e dell'industria, già minate dai fiaschi dell'Agente Arancio, del Love Canal e dall'uso dell'ormone dietilstilbestrolo (DES). Anche il fatto che l'aquila dalla testa bianca fosse finita tra le specie in via di estinzione quasi certamente per abuso di DDT aggiunse ulteriore spinta emotiva al bando negli Stati Uniti.

### Regolazione internazionale del DDT
Nel 2005 il DDT continua a essere impiegato in paesi (principalmente tropicali) in cui la malaria diffusa dalle zanzare e il tifo sono problemi ben più gravi e immediati della potenziale tossicità del DDT. L'uso del DDT per la salute pubblica consiste principalmente di irrorazioni mirate e inclusione in prodotti per l'uso domestico; questo riduce ampiamente l'impatto ambientale rispetto all'uso diffuso in agricoltura fatto nei decenni precedenti. Si pensi ad esempio che l'intera quantità di DDT usata nello stato della Guyana (215 000 km²) è circa uguale a quanto se ne irrorava nei decenni precedenti in una singola stagione su un campo di 4 km² seminato a cotone.
La Convenzione di Stoccolma, firmata nel 2001, e al 2013 non ratificata dall'Italia, proibisce l'uso del DDT e di altri inquinanti persistenti. La convenzione è stata firmata da 98 nazioni e trova l'appoggio della maggior parte dei gruppi ambientalisti. Una completa eliminazione del DDT in nazioni infestate endemicamente dalla malaria è tuttavia poco praticabile, principalmente per via del costo elevato degli insetticidi alternativi. Gli stati possono richiedere un'esenzione dal divieto dell'uso del DDT per ragioni di salute pubblica, rinnovabile ogni tre anni, concessa dall'Organizzazione Mondiale della Sanità e dal Programma delle Nazioni Unite per l'Ambiente. La convenzione rende inoltre più onerose e laboriose le operazioni di commercio, stoccaggio e uso del DDT.

## Il DDT e la malaria
La malaria colpisce tra 300 e 500 milioni di persone ogni anno. L'OMS stima che da uno a due milioni di persone ogni anno muoiano a causa sua. La maggior parte delle vittime (90%) si registra in Africa e nei bambini di età inferiore ai 5 anni. La malaria ha anche un impatto economico sulle nazioni, in termini di costo delle cure, perdita di giorni lavorativi e perdita di investimenti e turismo (Tren & Bate, 2004).
In passato la maggior parte del DDT era usata in agricoltura; l'uso del DDT per controllare la diffusione di malattie richiede una minima frazione delle quantità usate in passato ed è pertanto meno probabile che possa causare problemi ambientali.
Swaziland, Mozambico ed Ecuador sono esempi di nazioni in cui il DDT ha efficacemente contribuito alla riduzione dell'incidenza della malaria.
Esistono insetticidi alternativi al DDT e il Vietnam è spesso menzionato come esempio di nazione che vede un continuo calo dei casi di malaria nonostante l'aver involontariamente abbandonato il DDT dal 1991; tuttavia la Thailandia, confinante con il Vietnam, continua ad usare il DDT ed ha un'incidenza di casi minore. Gli insetticidi alternativi sono in genere più costosi, e questo ne limita l'uso nelle nazioni povere e in quelle aree in cui la lotta alla malaria non riceve sufficiente sostegno economico.
In molte nazioni africane, il problema posto dalla malaria è considerato molto maggiore dei pericoli potenziali che l'uso del DDT può creare. Dopo che il Sudafrica sospese l'uso del DDT nella provincia del KwaZulu-Natal nel 1996, il numero dei casi di malaria salì in quattro anni da 8000 a 42000, con un aumento del 400% dei casi mortali. Col ripristino del DDT, il numero di morti per malaria nella regione è sceso a meno di 50. Il Sudafrica poté permettersi insetticidi alternativi e li sperimentò, ma sembra siano risultati meno efficaci (Tren & Bate, 2004).
Anche l'Uganda ha cominciato a consentire l'uso del DDT nelle campagne per eradicare la malaria, tuttavia, rischia per questo il bando dei suoi prodotti agricoli in Europa. L'Uganda sostiene la propria necessità di eliminare la malaria per poter conseguire i propri obiettivi di sviluppo.
Nel periodo tra il 1934 e il 1955, si registrarono in Sri Lanka 1,5 milioni di casi di malaria di cui 80 000 mortali. A seguito di un estensivo programma di eradicazione col DDT, nel 1963, si registrarono solo 17 casi e il programma fu terminato. Tuttavia, nel giro di pochi anni (1968 e primo trimestre del 1969), il numero dei casi tornò a salire a 600.000. Nonostante la ripresa delle irrorazioni di DDT, l'efficacia fu minore per via dell'acquisita resistenza all'insetticida dalle zanzare locali. Il passaggio nel 1977 al più costoso malathion ha nuovamente riportato l'incidenza della malaria a valori minimi (3000 casi nel 2004), anche se studi sembra evidenzino che Anopheles culicifacies e Anopheles subpictus abbiano sviluppato una resistenza anche a quest'ultimo insetticida.
Vi sono nazioni dove il DDT ha perduto molta della sua efficacia, specialmente dove prevale l'utilizzo massiccio in ambienti esterni, come in India, dove le locali popolazioni di Anopheles culicifacies sono diventate resistenti all'insetticida.
Il futuro utilizzo del DDT è conteso tra chi preme in sede internazionale per reintrodurlo, possibilmente in quantità minime e mirate, e chi vuole invece chiudere più o meno gradualmente le concessioni previste dalla Convenzione di Stoccolma.